# Auspicia
Auspicia (auguria) byla znamení Římanům, jimiž bozi dávali najevo svůj souhlas nebo nesouhlas s činem, jejž kdo podnikal. Původně směl konat auspicia v soukromé věci každý patricius. Konat auspicia v zájmu státu náleželo vlastně senátu, jakožto původnímu reprezentantu patriciů; z něj přešli na krále, v republice na konzuly. Plebejové auspicií neměli, až když se dostali k úřadům kurulským. Za stát tedy mohl auspicia konat jen úředník právem své spekce, přibíral si však na pomoc znalce této disciplíny, augury.
Z původního pojmu zůstala auspicia jako označení předzvěsti či vyhlídky, případně také dohledu. Např. doktorské promoce se mohou konat tzv. sub auspiciis, tedy pod dohledem hlavy státu.

## Znamení
Auspicia se dělila na dvě hlavní kategorie: vyžádaná a nahodilá. Celkem bylo možné rozeznávat pět znamení:
1. znamení z ptačího letu, odkud i jméno au–spicia;
2. znamení z běhu a hlasu čtvernohých zvířat i plazů (oboje tato auspicia za doby Ciceronovy nebyla již obvyklá);
3. znamení nebeská (především hrom a blesk), později byla nejobvyklejší a zatlačila první dva druhy;
4. ve válce byla obvyklá auspicia ex tripudiis. Drůbeži, které vůdce vozil do války, bylo předhozeno zrní; jestliže drůbež dychtivě zobala, bylo to znamením příznivým, nechtěla-li buď ani z klece vyjít, anebo rozprchla-li se, měli to Římané za věštbu neblahou. V staré době tato auspicia ve městě obvyklá nebyla, ale později se jich pro jejich snadnost užívalo i při úředních úkonech ve městě;
5. různé mimořádné a neobyčejné úkazy byly vždy znamením nepříznivým. Takovým úkazem byl jakýkoli šramot při konání vlastních auspicií, úhoz, pád, klopýtnutí, přeřeknutí se při říkání obyčejných formulí při auspikaci, při komiciích padoucnice, při oběti abnormality ve vnitřnostech zvířete aj.

Při auspiciích však snadno zavládla libovůle a podvody, protože magistrát musel znamení zřetelně vidět nebo slyšet, aby byla platná; upřel-li, že ničeho nezpozoroval, neměla auspicia platnost, naopak úředník mohl říci, že zaznamenal příznivé auspicium, kdykoli chtěl. Konzulové žádali při svém nastoupení Jovův blesk, jenž byl v tom případě vykládán za zvláště šťastné znamení, a pravidelně se jim ho dostávalo.

## Platnost a význam
Auspicia příznivá i nepříznivá měla platnost jen pro určitý zamýšlený čin a pro ten den, kdy se ten čin měl vykonat. Proto se musela konat ten den, kdy se něco podnikalo, a protože bylo potřeba ticho, konala se zpravidla po půlnoci, a to na místě k činu určeném. Auspicia se musela konat před všemi důležitějšími státními úkony, zvl. před volbou úředníků nebo jejich jmenováním, před svoláním komicií kuriálních a centuriálních a před výpravou do pole (ta se konala v Římě na Kapitolu).
Příznivé auspicium, které některý úředník obdržel, mohlo být zrušeno novým oblativním, jež mohl spatřit sám tentýž úředník nebo jiná osoba. Byla-li tato osoba úředník nebo člen kolegia augurů, nebylo asi možné jeho zprávě nevěřit, a proto se zamýšlený čin rušil, ohlásil-li augur nebo jiný úředník znamení nepříznivé; podobně rušil zamýšlený čin úředníka i úředník nižší, prohlásil-li, že pozoroval nebe a viděl nepříznivé znamení, a proto to obyčejně vyšší úředník, pokud chtěl podniknout nějaký úřední čin, zakazoval mocí svého impéria ne quis magistratus minor de caelo servare velit. Nakonec se mohla auspicia rušit kolizí dvou úředníků, kteří auspicia pozorovali. Pokud byla auspicia rozličných úředníků různé platnosti, vyšší byla stavěna nad nižší: auspicia maxima měl král, místokrál, konzul, praetor, diktátor a každý magistrát nebo promagistrát s konzulskou nebo praetorskou mocí: magister equitum měl auspicia maxima, rovná praetorským, k nimž se počítala také auspicia cenzorská, ačkoli byla kvalitativně rozdílná od konzulských. Aedilové a kvestorové měli auspicia minora. Jestli měli auspicia tribunové lidu, je nerozhodnuto; je jen jisté, že zprvu je neměli. Někdy vyšší úředník přenášel část moci a sobě vyhrazené právo konat auspicia na úředníka nižšího. Konzul na kvestora v hrdelních přích, projednávaných v komiciích centuriálních; úředník zastupující úředníka vyššího jednal auspiciis alienis.
Bylo-li shledáno, že den je k nějakému úkonu nezpůsobilý, mohla se auspicia opakovat hned druhý den. Jednal-li úředník úmyslně nebo neúmyslně přesto, že znamení byla nepříznivá, dopustil se formální chyby; úřední čin, vykonaný za nepříznivých auspicií, se neplatným nestal, ale hledělo se, aby se zákonným způsobem zrušil. Takže úředníci vitio creati sice nebyli nuceni vzdát se úřadu ze zákona, ale mrav žádal, aby odstoupili. Po jejich odstoupení nastalo interregnum, protože úředníci zvolení za nepříznivých auspicií auspicia neměli a nemohli tedy vykonáním nové volby auspicia na své nástupce přenést. Při nastoupení interregna auspicia ad patres redeunt, připadly tedy na senát.